# Callum Wilkinson
Callum Wilkinson (14 de marzo de 1997) es un deportista de Reino Unido que compite en atletismo. Ganó una medalla de oro en el Campeonato Mundial de Atletismo Sub-20 de 2016, en la prueba de 10 km marcha.